# Petar Skok
Petar Skok (Jurkovo Selo, 1881. március 1. – Zágráb, 1956. február 3.) horvát nyelvész, romanista, balkanológus, egyetemi tanár, a világ egyik legelismertebb névkutatója volt.

## Élete
A Zsumberkhez tartozó Jurkovo Selo faluban született. 1892 és 1900 között a Károlyvároshoz tartozó Rakovac felsőfokú reálgimnáziumába járt. 1900 és 1904 között a Bécsi Egyetemen romantika és germán filológia, valamint indoeuropisztika szakon tanult. Doktori címét 1905-ben Dél-Franciaország helyrajzáról írt disszertációjával szerezte, mely máig az egyik legjelentősebb munka ebben a témában. 1912-ben a Zágrábi Egyetem Filozófiai Karán habilitált. 1904 és 1917 között Banja Lukában tanított középiskolai tanárként, majd a szarajevói Királyi Múzeum könyvtárosaként szolgált. 1917-től docens, majd 1919-től nyugdíjba vonulásáig, 1952-ig a Zágrábi Egyetem Filozófiai Karának rendes tanára volt,  a zágrábi Felsőfokú Pedagógiai Iskolában pedig francia nyelvet és irodalmat tanított. 1929-ben a Román Akadémia külföldi tiszteleti tagja lett. 1947-től a Jugoszláv Tudományos és Művészeti Akadémia (JAZU, ma HAZU) teljes jogú tagja volt.

## Munkássága
Már gimnazistaként kezdett írni, amikor P. S. Mikov álnéven irodalmi ismertetőket publikált. Bár élete végéig tanítottt francia nyelvet és irodalmat, nagyon korán a balkáni latinságra és a balkáni romanikára összpontosított. Később teljes mértékben a délkelet-európai nyelvészeti tanulmányoknak szentelte magát, főként a román nyelvek: a vulgáris latin, a dalmát, valamint különös tekintettel a horvát dialektusokra és más délkelet-európai nyelvekre gyakorolt román nyelvi hatást vizsgálta. Tanulmányozta a szlávok történetét, a nyelveket és a nyelvek kölcsönhatásait az Adriai-tenger keleti partjától a hátországig, különös gonddal a névtanra. Foglalkozott a szláv-román, szláv-albán, szláv-görög és szláv-török nyelvi kapcsolatokkal. M. Budimirral együtt 1930 és 1940 között szerkesztője volt a „Revue internationale des études balkaniques” című jelentős folyóiratnak. Több száz tanulmányban és cikkben dolgozta fel szisztematikusan, valamint tanulmányozta etimológiailag a horvát és a déli nyelveket. Jelentős munkákat publikált az isztroromán nyelvről (Isztria délnyugati részének ősi velencei nyelve). Skok erőfeszítéseinek köszönhető, hogy a horvát névkutatás központja 1948 óta a Horvát Nyelvi- és Nyelvtudományi Intézetben található.
Kéziratban egy befejezetlen etimológiai szótárat hagyott hátra, amely csak halála után jelent meg négy kötetben „Etimologijski rječnik hrvatskoga ili srpskoga jezika” (A horvát vagy szerb nyelv etimológiai szótára, 1971–1974) címmel, és amely a mai napig a legterjedelmesebb etimológiai szótár több mint 10 000 címszóval. August Kovačec akadémikus szavaival élve Skok etimológiai szótára „az etimológia és általában a nyelvészet területén végzett tudományos erőfeszítéseinek” szintézise, és „egy tudós személyiség legjelentősebb tudományos hozzájárulása a horvát nyelvhez és a nyelvtan tanulmányozásához a 20. században”. Mivel Skok kéziratban befejezetlenül hagyta szótárát, jegyzeteit tanítványa és munkatársa, Valentin Putanec dolgozta fel.

## Fő művei
- Pojave vulgarno-latinskoga jezika na natpisima rimske provincije Dalmacije (1915)
- Naša pomorska i ribarska terminologija na Jadranu (Split, 1933)
- Dolazak Slavena na Mediteran (Split, 1934)
- Pregled francuske gramatike I–II (Zagreb, 1938–1939)
- Osnove romanske lingvistike, I–III (Zagreb, 1940)
- Rekonstrukcija dačkoslavenskog vokabulara (Zagreb, 1948)
- Leksikologijske studije (Zagreb, 1948)
- Slavenstvo i romanstvo na jadranskim otocima I–II (Zagreb, 1950)
- Supetarski kartular (Zagreb, 1952)
- Etimologijski rječnik hrvatskoga ili srpskoga jezika. (Zagreb, 1971-1974)

## Fordítás
Ez a szócikk részben vagy egészben  a   Petar Skok című angol Wikipédia-szócikk ezen változatának fordításán alapul.  Az eredeti cikk szerkesztőit annak laptörténete sorolja fel. Ez a jelzés csupán a megfogalmazás eredetét és a szerzői jogokat jelzi, nem szolgál a cikkben szereplő információk forrásmegjelöléseként.